# گرگ یانگ (بازیکن فوتبال)
گرگ یانگ (انگلیسی: Greg Young؛ زادهٔ ۲۵ آوریل ۱۹۸۳) بازیکن فوتبال اهل بریتانیا است.
از باشگاه‌هایی که در آن بازی کرده‌است می‌توان به باشگاه فوتبال گینزبورو ترینیتی، باشگاه فوتبال نورتویچ ویکتوریا، باشگاه فوتبال آلترینچام، باشگاه فوتبال گریمزبی تاون، باشگاه فوتبال باکستون، باشگاه فوتبال آلفرتون تاون، باشگاه فوتبال یورک سیتی، و باشگاه فوتبال گرنثم تاون اشاره کرد.